# Dericorys ramachandrai
Dericorys ramachandrai är en insektsart som beskrevs av Boris Petrovich Uvarov 1933. Dericorys ramachandrai ingår i släktet Dericorys och familjen Dericorythidae. Inga underarter finns listade i Catalogue of Life.